# سيرجيو فلوريس
سيرجيو فلوريس (بالإنجليزية: Sergio Flores)‏ (22 فبراير 1985 بسميثفيلد في الولايات المتحدة - ) هو لاعب كرة قدم أمريكي في مركز الوسط. شارك مع منتخب الولايات المتحدة لكرة القدم. أما مع النوادي، فقد لعب مع ريال سالت ليك وCrystal Palace Baltimore ‏.

## وصلات خارجية
- سيرجيو فلوريس على موقع قاعدة بيانات كرة القدم.إي يو (الإنجليزية)